# 栃木県立鹿沼農業高等学校
栃木県立鹿沼農業高等学校（とちぎけんりつ かぬまのうぎょうこうとうがっこう）は、栃木県鹿沼市みなみ町にかつて存在した高等学校。栃木県立粟野高等学校と統合し栃木県立鹿沼南高等学校設置の為、2011年に閉校した。

## 特色
本校は農業高等学校である。

### 設置学科
- 農林経営科
- 農業機械科
- 造園土木科
- 生活科学科

### 所在地
- 栃木県鹿沼市みなみ町8-73 北緯36度31分17.5秒 東経139度46分13秒 / 北緯36.521528度 東経139.77028度

## 沿革
- 1903年 私立上都賀学館が創立
- 1909年 栃木県上都賀郡立農林学校として開校
- 1921年 栃木県立実業学校が開設
- 1922年 栃木県立鹿沼農商学校と改称
- 1948年 栃木県立鹿沼農商高等学校と改称
- 1949年 豊岡分校を設置
- 1950年 南押原分校と落合分校を設置
- 1953年 粟野分校を設置
- 1967年 粟野分校が栃木県立粟野高等学校として独立
- 1972年 栃木県立鹿沼農業高等学校として分離独立
- 1982年 南押原分校を廃止
- 2009年 栃木県立粟野高等学校と統合して栃木県立鹿沼南高等学校として開校するのに伴い、生徒募集停止
- 2011年 閉校

## 出身者
- 星一男（栃木県議会議員）